# Akira (anime)
Akira (Japans: アキラ) is de eerste animefilm die internationaal doorbrak naar een groot publiek. De film werd gemaakt door Katsuhiro Otomo in 1988 en is gebaseerd op zijn mangaserie met dezelfde naam (zie: Akira). Tegenwoordig wordt de film beschouwd als de klassieker van het cyberpunk genre.
Deze film wordt wel, samen met de eerste uitgaven van MANGA Video (Legend of the Overfiend, Ghost in the Shell, Fist of the North Star, The Gigolo), als voorbeeld gebruikt om aan te tonen dat Japanse tekenfilms (mangafilms in de volksmond) seks en geweld bevatten.

## Het verhaal

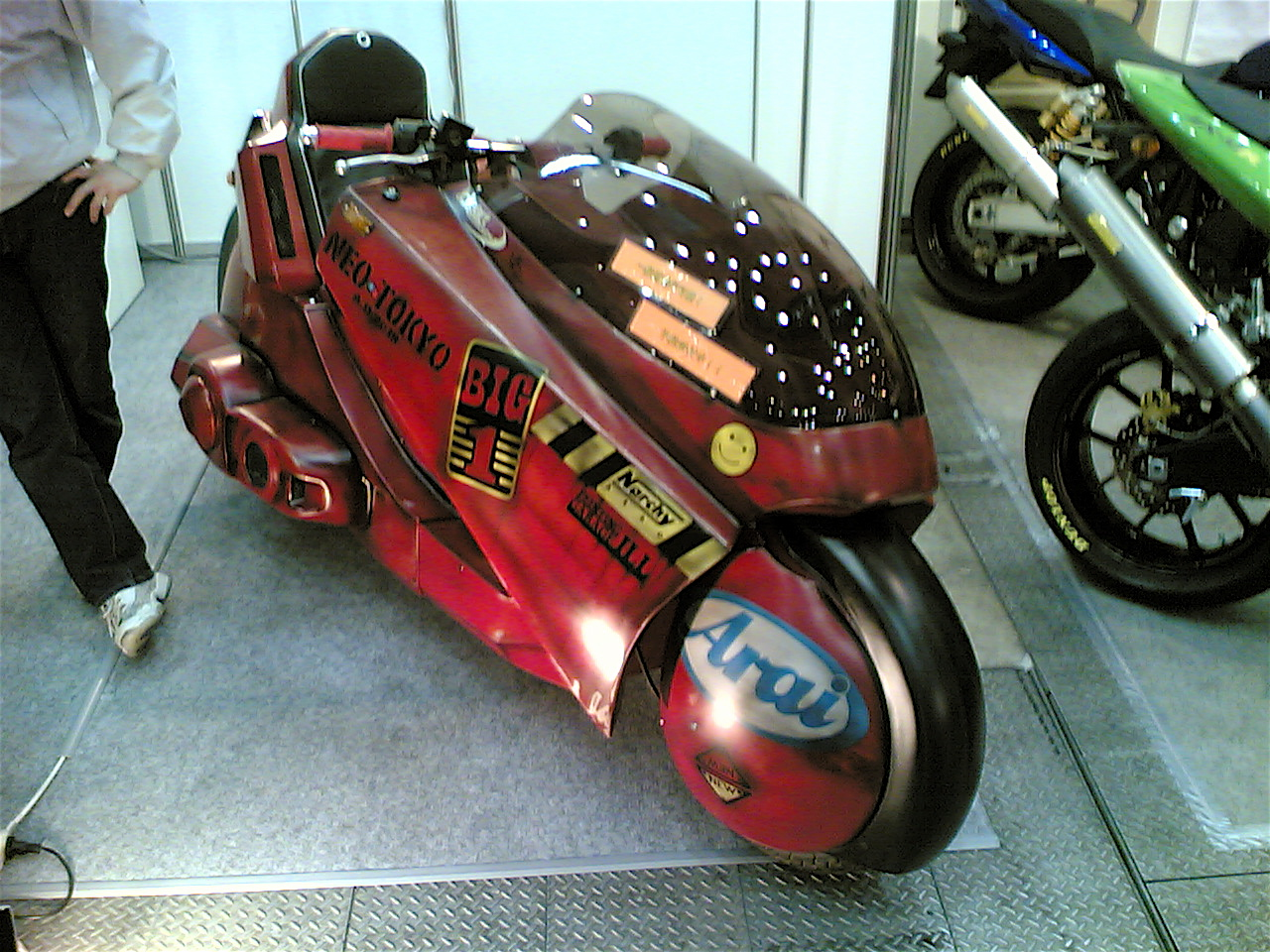
Akira motor

Kaneda is de leider van een motorbende, wiens beste vriend Tetsuo betrokken raakt bij een geheim militair project. Tetsuo wordt tegengewerkt door drie kind gebleven kleine volwassenen met paranormale gaven. Ook Tetsuo ontwikkelt deze gaven, maar verliest gaandeweg de controle over dit proces. Kaneda probeert zijn vriend te helpen, maar Tetsuo is niet meer de jongen die hij was.
De film bevat veel verborgen kritiek op de Japanse (en westerse) maatschappij, maar werd in de jaren negentig toch erg populair door zijn hoge tempo en vloeiende animatie.